# Reina i pàtria
Reina i pàtria (títol original en anglès: Queen and Country) és una pel·lícula de drama història del Regne Unit del 2014 escrita i dirigida per John Boorman. Es va presentar al Festival Internacional de Cinema de Cannes de 2014. És la seqüela d'Esperança i glòria (1987) i té els mateixos personatges encara que a causa del pas del temps, només David Hayman va poder tornar a interpretar-lo.
Ha estat doblada al català.

## Sinopsi
1952. Bill Rohan, de 18 anys, es passa la vida somiant a casa de la seva família, a la vora del riu, a l'espera de ser cridat a files per un període de dos anys pel servei militar obligatori. Cada matí, el Bill nada al riu i sospira per una noia molt maca que passeja en bicicleta.

## Repartiment
- Callum Turner com a Bill Rohan
- Vanessa Kirby com a Dawn Rohan
- David Thewlis com a Bradley
- Richard E. Grant com a Major Cross
- Caleb Landry Jones com a Percy Hapgood
- Tamsin Egerton com a Ophelia
- Sinéad Cusack com a Grace Rohan
- David Hayman com a Clive Rohan
- Brían F. O'Byrne com a RSM Digby
- Pat Shortt com a Redmond
- John Standing com a George
- Aimee-Ffion Edwards com a Sophie Adams
- David Michael Claydon com a Jones